# ОШ „Мајор Илић” Кушићи
ОШ „Мајор Илић” Кушићи, насељеном месту на територији општине Ивањице, баштини традицију школе основане 1927. године. Од 1962. године школа носи име јунака Јаворског рата, мајора Михаила Илића (1845—1876), који је погинуо 24. августа 1876. године под Јавором борећи се против Турака.
Иницијативом наставника и директора школе, 27. септембра 2007. године, на седници Школског одбора, усвојен је предлог да Дан школе буде 14. новембар, датум рођења мајора Михаила Илића.

## Историјат
Деца са подручја Кушића, Даретина и Маскове све до 1927. године школовала су се у једном од најмањих старовлашких села – Миланџу. Школа је већ на почетку свог рада имала два учитеља, што указује на велики број ученика за ондашње прилике. Школске 1931/32. године, поред течаја за домаћице са 30 полазница, успешно је радила и библиотека и читаоница, која је имала 88 чланова и 994 књиге. Подаци из 1937. године говоре да је школа у Кушићима трећа по бројности у Моравичком округу са 193 ученика. 
Све до 1943. године школа је радила са мањим прекидима, а те године су је бугарски авиони бомбардовали. Многи родитељи су тада били принуђени да своју децу шаљу у школу у Миланџу. По завршетку Другог светског рата, на темељима срушене школске зграде подигнута је друга, доста мања, без једног крила и омогућила да се под њен кров преселе ученици и наставници.
У таквим приликама почиње ширење школе отварањем виших разреда од школске 1953/54. године. После две године Кушићи постају центар у области која обухвата подручје од Јавора до Јевачких стена и од реке Ношнице до реке Грабовице. Јавља се потреба за изградњом нове школске зграде за осмолетку. Градња је почела 1955. године, а завршила се 1958. године.

## Школа данас
У саставу матичне школе су и школе у Равној Гори, од 1962. године, Опаљенику од 1952. године и у Маскови од 1945. године. Најстарија школа у Миланџи престала је са радом јер није имала довољно ученика, што се касније догодило и са школом у Равној Гори.